# 46-й моторизованный корпус (вермахт)
46-й моторизованный корпус (нем. XXXXVI. Armeekorps (mot.)), сформирован 25 октября 1940 года.
14 июня 1942 года переименован в 46-й танковый корпус.

## Боевой путь корпуса
В апреле 1941 года — участие в захвате Югославии.
С 22 июня 1941 года — участие в войне против СССР, в составе группы армий «Центр».
Бои в Белоруссии:

8 июля 1941 года передовые части 46-го моторизованного корпуса подошли к Могилёву и после бомбардировки люфтваффе атаковали передний край советской дивизии на стыке 514-го и 388-го стрелковых полков. Вклинившись в оборону 172-й дивизии, немецкие части потеряли не менее 40 танков, в связи с чем части корпуса прекратили фронтальные удары и вышли севернее Шклова и у Быхова с целью танкового прорыва по сходящимся направлениям для обхода и окружения узла сопротивления у Могилёва.
Бои в районе Смоленска, Вязьмы, под Москвой.
В 1942 году — бои в районе Ржева.

## Состав корпуса
В июле 1941:
- 10-я танковая дивизия
- Дивизия СС «Рейх»
- пехотный полк «Гроссдойчланд»

В апреле 1942:
- Дивизия СС «Рейх»
- 14-я моторизованная дивизия
- 206-я пехотная дивизия
- 251-я пехотная дивизия

## Командующий корпусом
- С 1 ноября 1940 — генерал танковых войск Хайнрих фон Фитингхоф